# 暢音閣
39°55′14″N 116°24′03″E / 39.920626°N 116.400806°E

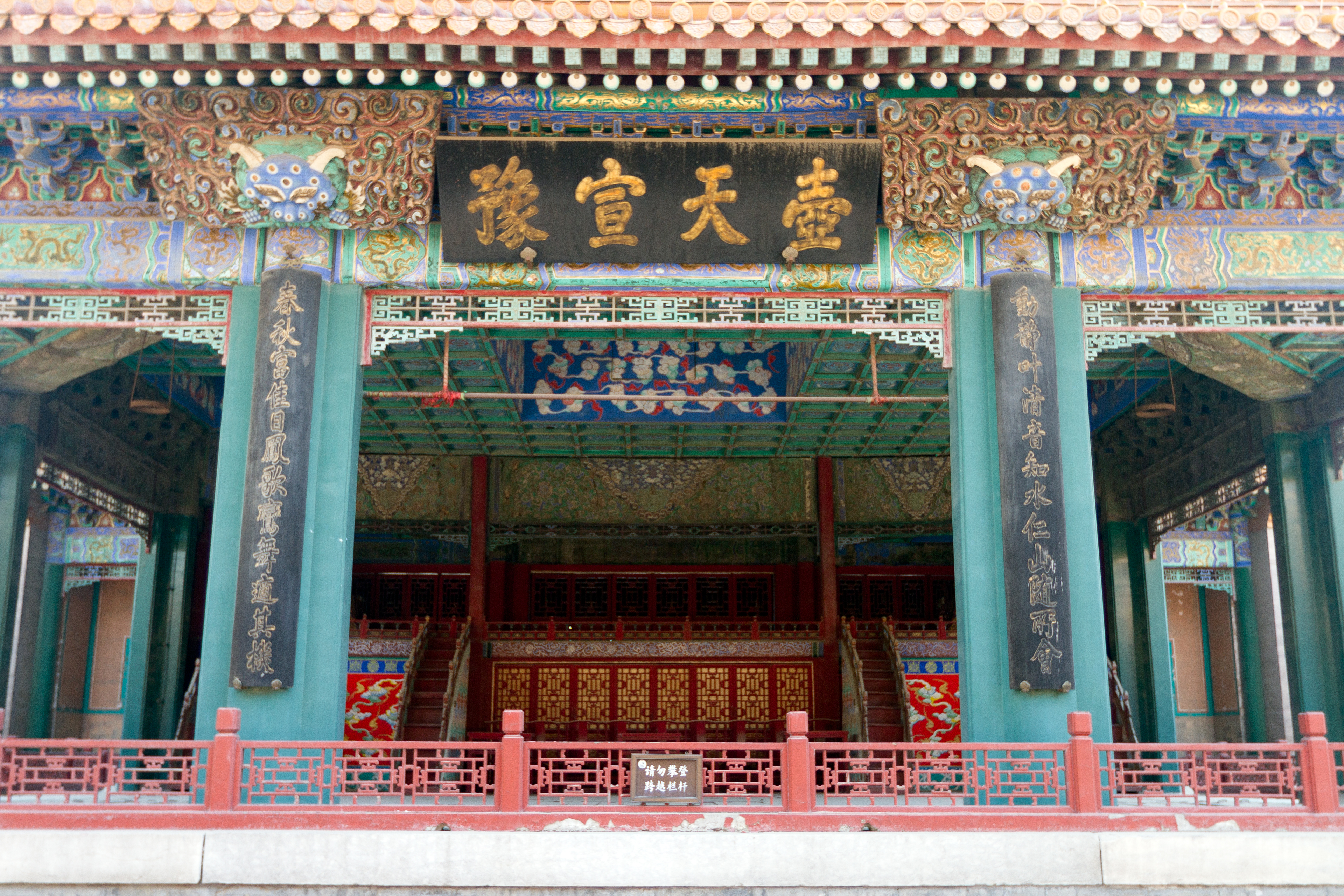
畅音阁寿台，檐下悬“壶天宣豫”匾，对联“动静叶清音，知水仁山随所会；春秋富佳日，凤歌鸾舞适其机。”

暢音閣，位于宁寿宫后区东路南端，是清宫内廷演戏的场所。

## 历史
畅音阁是清宫内廷的演戏楼。清朝乾隆三十七年（1772年）始建，乾隆四十一年建成。嘉庆七年（1802年）维修，嘉庆二十二年在畅音阁后面（南面）接盖卷棚顶扮戏楼。光绪十七年（1891年）又进行维修。现存的建筑是嘉庆年间改建之后的规制。颐和园内的德和园大戏楼即仿照畅音阁的规制兴建。
畅音阁是紫禁城内最大的一座戏台，与颐和园内的德和园大戏楼、承德避暑山庄的清音阁大戏楼并称清代三大戏楼。其中，避暑山庄清音阁戏楼1945年毁于火灾，目前三层戏台仅存清朝乾隆时期的故宫畅音阁戏楼和光绪十七年（1891年）建的颐和园德和园戏楼。
畅音阁正北为阅是楼，此楼面对畅音阁，是清宫观戏场所。乾隆三十七年（1772年）兴建，此楼坐北朝南，原来前面有月台，东西有配楼。嘉庆十三年（1808年）拆除月台，改安踏跺，嘉庆二十三年拆除东、西配楼，改建为厢廊。同治十三年（1874年），为了慈禧太后四十寿辰观戏，修整阅是楼。阅是楼是皇帝、后妃、皇子等人观戏之处，厢廊则是王公大臣陪观之处。
畅音阁和阅是楼区域1944年起由故宫博物院举办“戏剧陈列”，1949年起举办“阅是楼原状陈列”，1950年起举办“清代宫廷戏曲资料展览”，1983年起为“戏曲资料陈列馆”，2004年起举办“清宫戏曲展”。阅是楼为故宫博物院戏曲馆，举办“清宫戏曲陈列”。2009年，“清代宫廷戏曲展”在阅是楼重新开放。
2017年戏曲馆提升改造，设计了新的参观流线，将扮戏楼纳入展览，贯通扮戏楼、畅音阁、阅是楼三个空间，扮戏楼作为戏曲文物展厅，并首次打开后台的地下室入口。2017年9月19日晚，故宫博物院戏曲馆开馆，沉寂百年的畅音阁再次上演戏曲，自此恢复宫廷戏曲剧目演出。当天参加“太和·世界古代文明保护论坛”的中外21个国家的专家学者成为第一批观众。当晚演出的剧目有：贾听歆的京剧《天女散花》选段、郭凡嘉的京剧《双阳公主》选段、李丽的京剧《锁麟囊》选段、唐禾香的京剧《桃花村》选段、魏积军的京剧《铡美案》选段、张建国的京剧《空城计》选段，顾卫英演唱的昆曲《牡丹亭·寻梦》、赵聪的琵琶演奏《春江花月夜》，故宫博物院职工武乐作词作曲并演唱的《芦汀密雪》，希腊女歌唱家伊里尼·泽拉笈多演唱的歌曲《弃之而去》，保加利亚演奏家安索利斯的里拉琴演奏。
2017年11月8日下午，国家主席习近平和夫人彭丽媛陪同来华进行国事访问的美国总统特朗普和夫人梅拉尼娅参观畅音阁，沿途欣赏景泰蓝工艺精品和制作技艺展示并“点蓝”互动，共同欣赏京剧《梨园春苗》、《美猴王》、《贵妃醉酒》。

## 建筑

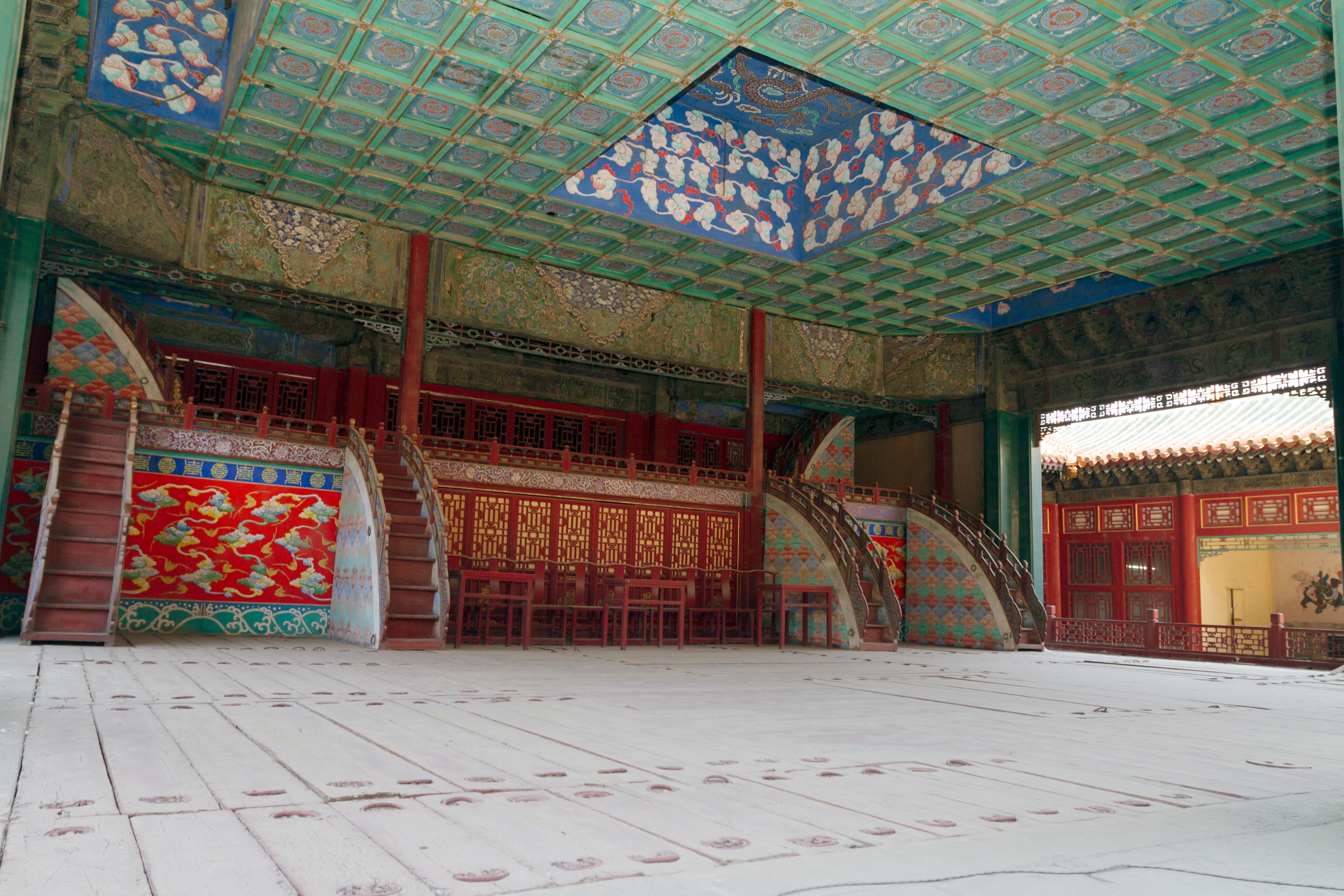
畅音阁寿台，可见其上方的天井。天井正下方有地井。

畅音阁坐南朝北，三重檐，通高20.71米，卷棚歇山顶，覆绿琉璃瓦黄剪边，一、二层檐覆盖黄琉璃瓦。畅音阁面阔三间，进深三间，与其南侧的五开间的扮戏楼相连接，二者平面呈“凸”字形。上层檐下悬挂“畅音阁”匾，中层檐下悬挂“导和怡泰”匾，下层檐下悬挂“壶天宣豫”匾。畅音阁内有上、中、下三层戏台，上层称为“福台”，中层称为“禄台”，下层称为“寿台”。寿台的面积为210平方米，台内未设立柱，使用抹角梁。寿台的台面后部设四座楼梯，接平台，登上楼梯可到禄台。寿台的东、西、北三面明间的两柱上方饰有鬼脸卷草纹木雕彩绘匾，仅有正面（北面）挂有对联：“动静叶清音，知水仁山随所会；春秋富佳日，凤歌鸾舞适其机。”寿台的台面中部设有地井，地井上的盖板可以开合。台下地面四个角各有一眼窨井，南面中间有一眼水井，可以为演戏时表演喷水提供水源。禄台、福台都将前沿（北侧）当作台面，令观戏者抬头便可看见。三层台设有天井以上下贯通，禄台、福台的井口安装有辘轳，下面正对着寿台的地井，根据戏中剧情的需要，天井、地井可以用来升降演员、道具等等。能同时使用三层台的剧目不多，所以绝大多数戏仅在寿台上表演。
阅是楼位于畅音阁北侧，单檐二层，卷棚歇山顶，覆黄琉璃瓦绿剪边，金龙和玺彩画。阅是楼面阔五间，进深三间，前出廊。下层的明间开有玻璃门三扇，次间、稍间是槛墙、支摘窗，上支窗是双步步锦格心，下是玻璃窗。上层明间安有槅扇六扇，次间、稍间的装修和下层相同。阅是楼下层的东、西次间靠南窗都设有宝座床。阅是楼东、西辟门连通两侧转角庑房，再和东西厢廊相连接，经过南部的转角庑房可到达畅音阁南侧的扮戏楼。阅是楼正面（南面）上方悬挂“閱是樓”匾（乾隆帝题）。